# Abbe-See
Der Abbe-See (auch Abhe Bad, französisch Lac Abbé) ist ein Salzsee, der auf der Grenze von Äthiopien und Dschibuti liegt. Von der Fläche von 340 km² liegen 110 km² in Dschibuti.

## Beschreibung
Er ist Teil einer Kette von sechs untereinander verbundenen Seen. Die weiteren Seen lauten, von Nord nach Süd aufgezählt: Gargori, Laitali, Gummare, Bario und Afambo. In den abflusslosen See mündet der Fluss Awash. Der Abbe-See ist der Mittelpunkt der Afar-Senke, wo drei Erdplatten aufeinandertreffen.
Der Lac Abbé gilt als eine der unzugänglichsten Gegenden der Erde. Die Szenerie ist einzigartig. So sind die Uferbereiche mit Hunderten von bis zu 50 m hohen Kalksteinkegeln übersät, die sich aus Ablagerungen heißer Thermalquellen unter Wasser gebildet haben. Die Gegend hat sich in den letzten Jahrtausenden um etwa 100 m gehoben, dadurch befinden sich die Sinterkegel heute im Bereich des trockenen Seeufers.
Die Gegend ist jedoch nicht unbewohnt, nomadische Afar lassen auf den Flächen, wo heiße Mineralquellen Vegetation zulassen, ihre Kamele, Ziegen und Schafe weiden. Das Gewässer selbst ist bekannt für seine Flamingos.

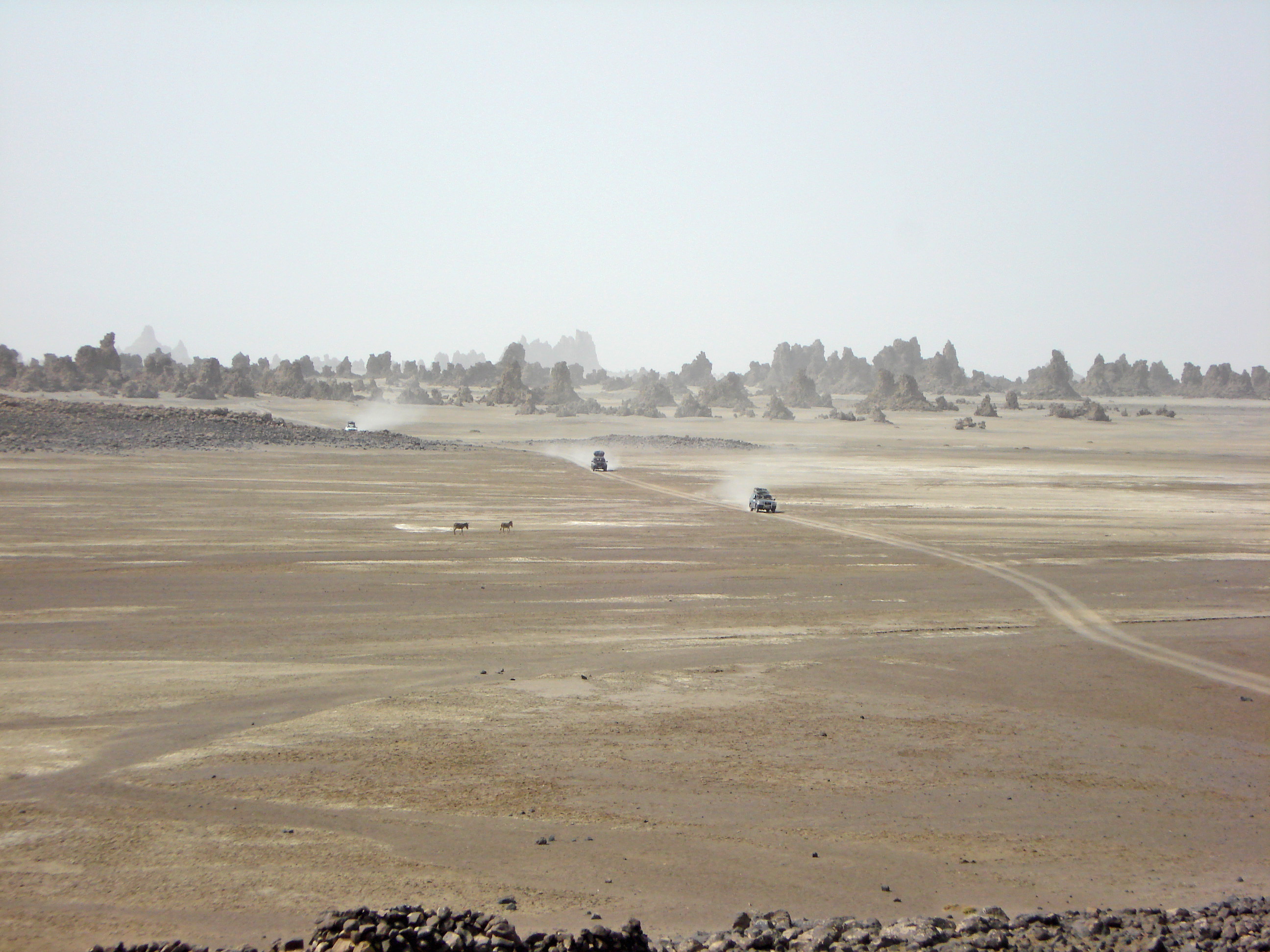
Piste am Lac Abbe-Djibouti
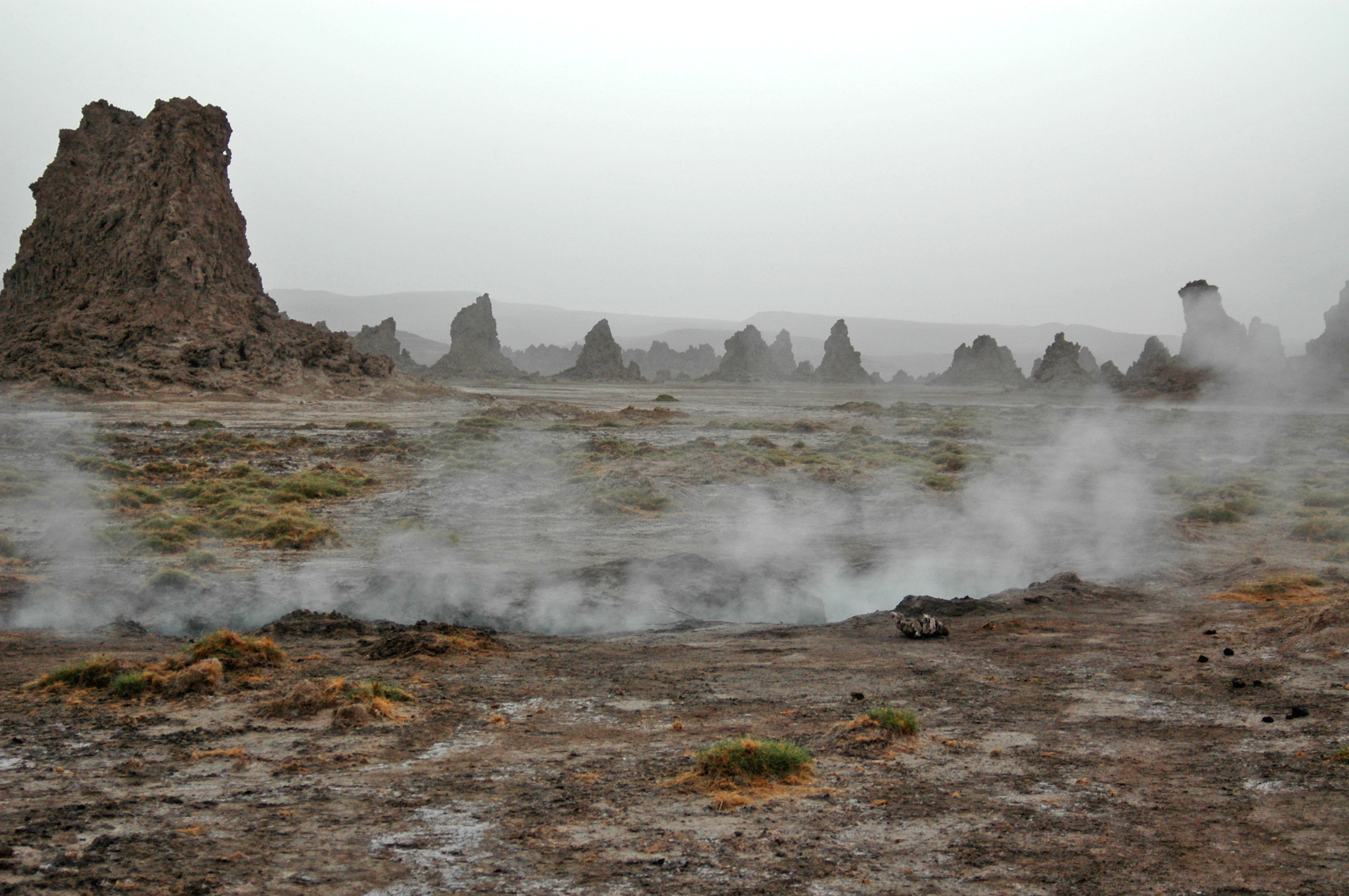
Thermalquelle
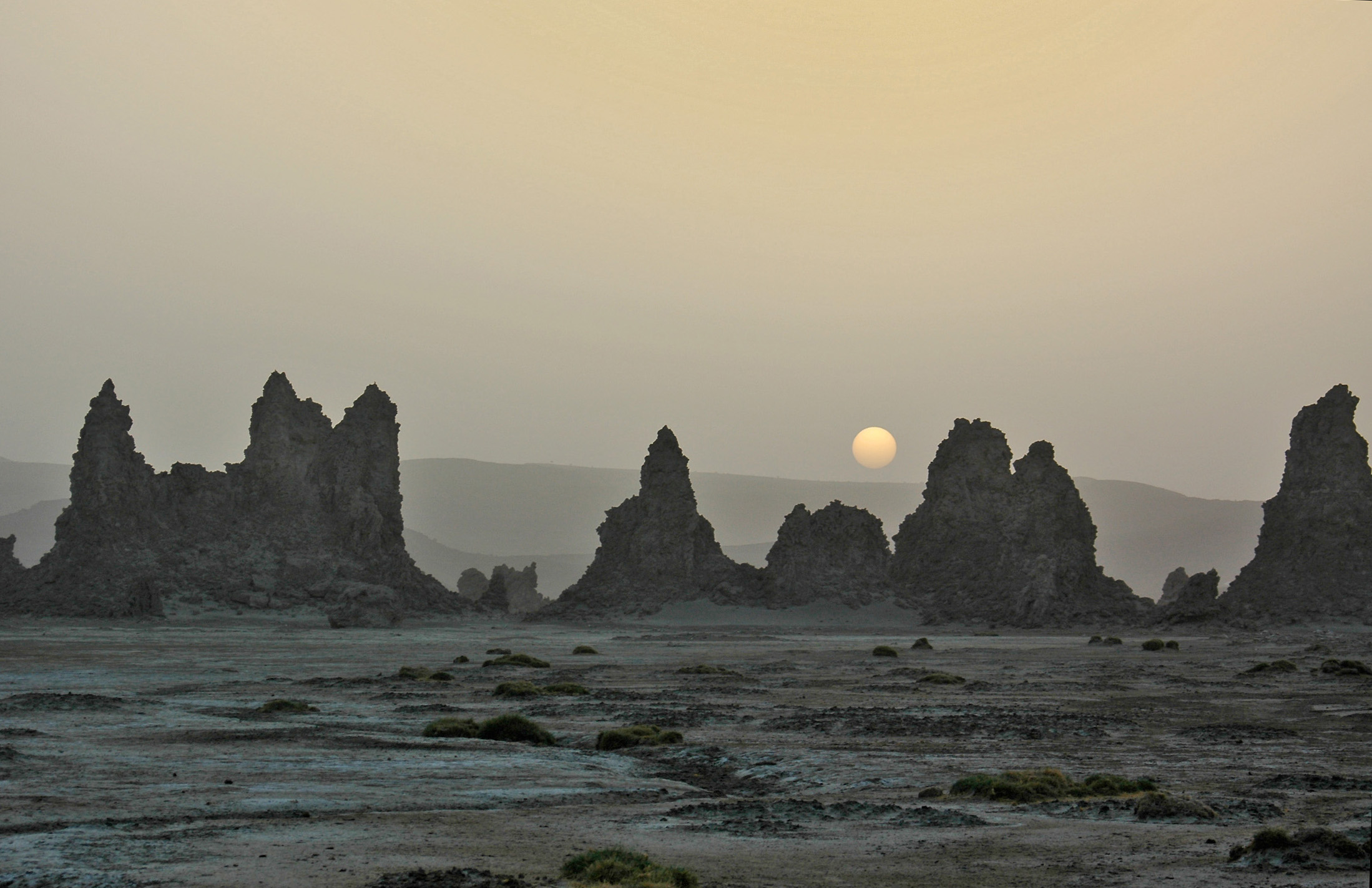
Sonnenaufgang